# NGC 4619
NGC 4619 је спирална галаксија у сазвежђу Ловачки пси која се налази на NGC листи објеката дубоког неба.
Деклинација објекта је + 35° 3' 46" а ректасцензија 12h 41m 44,4s. Привидна величина (магнитуда) објекта NGC 4619 износи 12,7 а фотографска магнитуда 13,5. NGC 4619 је још познат и под ознакама UGC 7856, MCG 6-28-18, CGCG 188-14, IRAS 12393+3520, PGC 42594.